# Embrace of the Vampire (película de 2013)
Embrace of the Vampire (El abrazo del vampiro en España) es una película canadiense del año 2013 dirigida por Carl Bessai y protagonizada por Sharon Hinnendael y Victor Webster. Es un remake de la película del mismo nombre del año 1995  protagonizada por Alyssa Milano.

## Sinopsis
Charlotte es una joven universitaria que está ligada a una estirpe de vampiros. Pero, además, es la cura para el vampirismo de su profesor de literatura y entrenador de esgrima, el cual fue mordido por un antepasado de la joven.
Su profesor intentará librarse de la maldición, y no tendrá reparos en eliminar todos los obstáculos que se encuentre en su camino. 

## Reparto
- Sharon Hinnendael como Charlotte Hawthorn.
- Kaniehtiio Horn como Nicole.
- C.C. Sheffield como Eliza.
- Chelsey Reist como Sarah Campbell.
- Victor Webster como el profesor Cole / Stefan.
- Robert Moloney como Dr. John Duncan
- Ryan Kennedy como Chris.
- Keegan Connor Tracy como Daciana.
- Olivia Cheng como Kelly.
- Claire Smithies cono Sorina.
- Sarah Grey como Charlotte de joven.

- Datos: Q16551821